# Vesna Šouc
Vesna Šouc (serbisch-kyrillisch Весна Шоуц; geboren in Zemun) ist eine serbische Dirigentin und Musikpädagogin. Ihre Karriere ist geprägt von Leitung von Symphonie-, Opern-, Ballett-, Musical- und Chorensembles sowie pädagogischer Arbeit an der Fakultät für Musik in Belgrad, wo sie ordentliche Professorin und Leiterin der Abteilung für Dirigieren ist.
Gleichzeitig ist sie als Dirigentin an drei Belgrader Theatern aktiv: dem Nationaltheater Belgrad, der Madlenianum Oper und Theater und dem Theater Terazije. Im Laufe ihrer Tätigkeit hatte sie Hunderte von Konzertauftritten und dirigierte über zweitausend Theatervorstellungen.

## Leben
Vesna Šouc wurde in Zemun in einer  Musikerfamilie geboren. Ihr Vater, Mirko Šouc, war ein   serbischer Jazzmusiker, Komponist, Arrangeur, Dirigent, Pianist, Vibraphonist und Vokalsolist. Vesna Šouc betont, dass ihr Vater und   Darinka Matić Marović ihre größten Vorbilder waren.
Ihre formale musikalische Ausbildung erhielt sie an der Fakultät für Musik in Belgrad. Sie schloss zunächst im Oktober 1989 die Abteilung für Musikpädagogik ab und dann im Dezember 1990 die Abteilung für Dirigieren. Für ihr Abschlussexamen im Dirigieren (ein öffentliches Konzert) erhielt sie den Preis des "Petar Milošević"-Fonds als beste Studentin des Jahres (1990). Ihren Masterabschluss im Fach Dirigieren erlangte sie im März 1993 in der Klasse von Emerita Darinka Matić Marović. Das Thema ihrer Masterarbeit lautete "Elemente des musikalischen Stils von Francis Poulenc anhand der Beispiele seiner Konzerte 'Champêtre' und des Konzerts für zwei Klaviere und Orchester in d-Moll".

### Dirigate
Vesna Šouc ist ständige Dirigentin der Oper am Nationaltheater Belgrad. Zuvor war sie auch als Chorleiterin der Oper des Nationaltheaters tätig. Außerdem ist sie am Madlenianum Oper und Theater als ständige Dirigentin engagiert, und zeitweise war sie auch Chefdirigentin dieses Hauses.
Am Theater Terazije ist Vesna Šouc als Musikdirektorin bzw. Chefdirigentin tätig. Für ihre Arbeit erhielt sie 2017 den Jahrespreis für die Premiere des Musicals Das Phantom der Oper sowie 2016 den Jahrespreis des Theaters Terazije. Sie dirigierte das Musical The Drowsy Chaperone (Originaltitel, serbisch Brodvejske vragolije), für dessen orchestrale Darbietung sie Lob von der Autorin Lisa Lambert erhielt.
Vesna Šouc ist auch als Dirigentin am Serbischen Nationaltheater in Novi Sad engagiert.

### Symphonische, Konzert- und Chortätigkeit
Sie hat über sechshundert Konzerte gegeben. Sie hat alle Symphonieorchester in Serbien dirigiert und das Symphonieorchester der Fakultät für Musik in Belgrad geleitet. Sie hat mit zahlreichen Kammerensembles zusammengearbeitet, darunter das Belgrader Kammerorchester "Dušan Skovran", die St.-Georgs-Streicher, das Kammerorchester des RTS, das Kammerorchester Novi Sad und das Kammerorchester der Schule für Musiktalente aus Ćuprija.
Sie hatte Auftritte an der Salle Gaveau in Paris und dem Alexandrinski-Theater in Sankt Petersburg. Sie hat die Rigaer Philharmonie (Lettland), das MATÁV Symphonieorchester Budapest (Ungarn), das Szegediner Symphonieorchester (Ungarn), das Präsidentielle Symphonieorchester Ankara (CSO, Türkei), das Istanbuler Symphonieorchester (Türkei), das Bursa Symphonieorchester (Türkei), die Sarajevoer Philharmonie (Bosnien und Herzegowina), die Banja Luka Philharmonie (Bosnien und Herzegowina) und das Symphonieorchester des Festivals in Narni (Italien) dirigiert. Sie trat in Frankreich, Deutschland, Russland, Italien, Dänemark, der Schweiz, Lettland, Griechenland, der Slowakei, Kanada, der Türkei, Ungarn, Slowenien, Kroatien, der Republika Srpska, Bosnien und Herzegowina, Nordmazedonien und Spanien auf.
Im Bereich des Chordirigierens war sie Gründerin und Dirigentin der Chöre "Branko Radičević" und "Belcanto" und leitete auch den Chor "Lola".

## Repertoirepolitik und künstlerischer Ausdruck
Das Repertoire von Vesna Šouc umfasst Werke des klassischen Welterbes sowie Werke zeitgenössischer Autoren, darunter eine große Anzahl von Uraufführungen. Beispiele hierfür sind die Weltpremiere der komischen Oper "Mandragola" von Ivan Jevtić und die serbische Erstaufführung eines Werkes von Alfred Schnittke in Zusammenarbeit mit der Geigerin Mina Mendelson.
Die künstlerische Philosophie von Vesna Šouc betont, dass "ein Dirigent nicht ohne ein Ensemble existiert", und unterstreicht die Bedeutung von Teamarbeit und gegenseitigem Vertrauen. Sie empfindet Musik als eine "universelle Sprache, die Emotionen weckt." Kritiker heben oft ihre "anmutige, rhythmische Gestik", ihre "bezaubernde Gelassenheit", die Fähigkeit, "mit einem Zauberstab alles unter Kontrolle zu halten", ihren "definierten und durchdringend musikalischen Ton" sowie ihre "starke künstlerische Glaubwürdigkeit und extremen Charme" hervor.

## Pädagogische Tätigkeit
Vesna Šouc ist ordentliche Professorin an der Abteilung für Dirigieren der Fakultät für Musik in Belgrad und Leiterin dieser Abteilung. Sie war Gastprofessorin an der Bilgi-Universität in Istanbul (Türkei) und an der Akademie der Künste in Banja Luka (Republika Srpska).

## Diskografie und dauerhafte Aufnahmen

### CD-Veröffentlichungen
Vesna Šouc hat sechs CDs aufgenommen, von denen drei bei ausländischen Labels veröffentlicht wurden.
- 2003: Musik von Ivan Jevtić, Kammerorchester Novi Sad, Mandala - Harmonia Mundi
- 1999: Konzert mit der Belgrader Philharmonie (live), Belgrader Philharmonie, Natan
- 2005: Operngala-Konzert mit dem Istanbuler Symphonieorchester (live), Istanbuler Symphonieorchester

## Auszeichnungen (Auswahl)
- 1990: Preis des "Petar Milošević"-Fonds für das beste Abschlussexamen im Dirigieren
- 1992: Oktoberpreis der Stadt Zemun
- 1995: Goldenes Abzeichen der Kultur- und Bildungsgemeinschaft Serbiens
- 2004: Silberne Plakette der Universität der Künste Belgrad